# 井随 (新潟市)
井随（いずい）は、新潟県新潟市西蒲区の大字。郵便番号は959-0501。

## 概要
明治34年から現在の大字。旧木山川沿いに位置する。
もとは江戸時代から明治34年まであった井随村の区域の一部。

### 隣接する町字
北から東回り順に、以下の町字と隣接する。
- 南区味方
- 南区西白根
- 南区木滑
- 大原
- 熊谷

## 歴史
- 1901年（明治34年）11月1日 : 合併により四ツ合村の大字となる。
- 1955年（昭和30年）3月31日 : 合併により潟東村の大字となる。
- 2005年（平成17年）3月21日 : 合併により新潟市の大字となる。
- 2007年（平成19年）4月1日 : 新潟市の政令指定都市移行により、西蒲区の大字となる。

## 世帯数と人口
2018年（平成30年）1月31日現在の世帯数と人口は以下の通りである。
| 大字 | 世帯数  | 人口  |
| ---- | ------- | ----- |
| 井随 | 182世帯 | 617人 |

## 小・中学校の学区
市立小・中学校に通う場合、学区は以下の通りとなる。
| 番地 | 小学校             | 中学校             |
| ---- | ------------------ | ------------------ |
| 全域 | 新潟市立潟東小学校 | 新潟市立潟東中学校 |

## 交通

### 道路
- 新潟県道218号月潟西川線